# Кыпчакско-ногайские языки

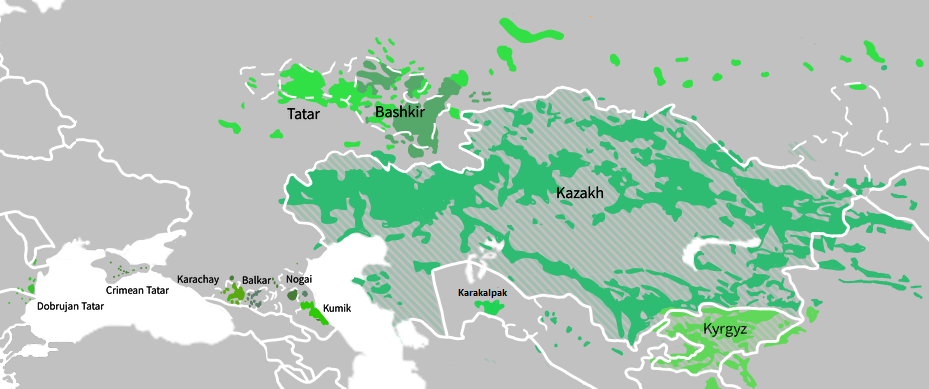
Распространение кыпчакских языков

Кыпчакско-ногайские языки — наиболее многочисленная подргуппа кыпчакской группы тюркских языков. В подгруппу входят живые ногайский, каракалпакский и казахский языки, а также диалекты узбекского языка.

## Происхождение подгруппы
Единого мнения о времени происхождении подгруппы ещё не сформиловалось. По мнению К. М. Мусаева, подгруппа появилась последней после разделения пракыпчакского языка-основы на центральную и западную группы (караимский, карачаево-балкарский, крымскотатарский, кумыкский, урумский языки). По мнению О. А. Мудрака, подгруппа отделилась в 1140-х годах. А. В. Дыбо считает, что отделение от татарского произошло в 1390-х годах. В целом, появление и формирование языков подгруппы приблизительно соответствует эпохе Золотой Орды, в которой кыпчакский язык использовался как письменный. На территории Золотой Орды были найдены бытовые надписи на кыпчакском языке. Широко известен латино-кыпчакский словарь «Кодекс Куманикус» начала XIV века.

## Языки и диалекты
С точки зрения лингвистики все кыпчакско-ногайские языки достаточно близки между собой. Например, ногайский язык близок к казахскому, и взаимопонятность ногайского языка с татарским, карачаево-балкарским, кумукским и казахским языком составляет около 80 процентов.
Выделяются следующие языки и диалекты кыпчакско-ногайской подгруппы (современные — с запада на восток):
- степной диалект крымскотатарского языка;
- добруджататарский язык;
- ногайский язык;
- карагашский язык;
- юртовско-татарский язык;
- алабугатско-татарский язык;
- казахский язык;
- каракалпакский язык;
- кыпчакские диалекты узбекского языка;
- частично ферганско-кыпчакский язык и южнокиргизские диалекты.

## Особенности подгруппы языков
Подгруппа отличается от других подгрупп кыпчакской группы тремя главными признаками.
- Фонема ч отсутствует и заменяется звуком ш, звук ш заменяется звуком с[3].
- В зависимости от соседнего согласного звука, звуки м, б, и п чередуются[3].
- В зависимости от позиции в слове, звуки н, д и т чередуются[3].